# 岡崎郵便局
岡崎郵便局（おかざきゆうびんきょく）
- 愛知県岡崎市にある郵便局。本記事にて記述する。
- 静岡県袋井市にある郵便局。局番号は23160。

岡崎郵便局（おかざきゆうびんきょく）は愛知県岡崎市にある郵便局。民営化前の分類では集配普通郵便局であった。

## 概要

### 住所
- 〒444-8799：愛知県岡崎市戸崎町原山4-5

### 併設施設
- ゆうちょ銀行岡崎店（名古屋支店岡崎出張所）：取扱店番号210070

## 沿革
- 1871年4月20日（明治4年3月1日） - 日本の近代郵便制度の創設とともに、岡崎郵便取扱所として開設[1]。
- 1873年（明治6年） - 岡崎郵便役所となる[1]。
- 1875年（明治8年）1月1日 - 岡崎郵便局（三等）となる。翌日より為替取扱を開始[1]。
- 1878年（明治11年）9月25日 - 貯金取扱を開始[1]。
- 1891年（明治24年）6月1日 - 岡崎郵便電信局となる[1]。
- 1903年（明治36年）12月1日 - 岡崎郵便局に戻る[1]。
- 1957年（昭和32年）3月15日 - 福岡郵便局および矢作郵便局[2]から集配業務を移管[3]。
- 1970年（昭和45年）7月1日 - 和文電報受付事務および電話通話事務を開始。
- 1992年（平成4年）8月3日 - 外国通貨の両替および旅行小切手の売買に関する業務取扱を開始。
- 1999年（平成11年）2月22日 - 岡崎市康生通西四丁目から同市戸崎町原山に移転。
- 1999年（平成11年）3月29日 - 六ツ美郵便局および河合郵便局からそれぞれ「444-02xx」「444-33xx」区域の集配業務を移管。
- 2006年（平成18年）10月1日 - 藤川郵便局から「444-35xx」区域の集配業務を移管[4]。
- 2007年（平成19年）10月1日 - 民営化に伴い、併設された郵便事業岡崎支店、ゆうちょ銀行岡崎店、かんぽ生命保険岡崎支店に一部業務を移管。
- 2012年（平成24年）10月1日 - 日本郵便株式会社発足に伴い、郵便事業岡崎支店を岡崎郵便局に統合。
- 2019年（令和元年）7月16日 - かんぽ生命保険岡崎支店が当局から、康生ビルに移転[5]。

## 取扱内容

### 岡崎郵便局
- 郵便、印紙、ゆうパック、内容証明
- 生命保険、バイク自賠責保険、自動車保険、がん保険、引受条件緩和型医療保険
- 「444-00xx」「444-02xx」「444-08xx」「444-09xx」「444-33xx」「444-35xx」区域（岡崎市（合併以前からの岡崎市域の一部））の集配業務
- ゆうゆう窓口

### ゆうちょ銀行岡崎店
- 貯金、貸付、為替、振替、振込、国際送金、外貨両替、国債、投資信託、変額年金保険
- ATM

## 周辺
- イオンモール岡崎

## アクセス
- JR東海道本線 岡崎駅（東口）から徒歩で約21分。
- 名鉄バス 「岡崎郵便局前」停留所下車。
- 東名高速道路 岡崎ICから南西へ約3km。
- 国道248号沿い
- 駐車場あり：25台